# روزگ
روزگ (به آلمانی: Rosegg) یک شهر در اتریش است که در ناحیه فیلاخ-لاند واقع شده‌است. روزگ ۱٬۸۰۲ نفر جمعیت دارد.

## خواهرخوانده
شهر اوسوپو خواهرخواندهٔ روزگ هست.